# Finale Kupa prvaka 1983.
Finale Kupa prvaka 1983. je bilo 28. po redu finale Kupa prvaka, koje je igrano 25. svibnja 1983. na Olimpijskom stadionu u Ateni. U finalu su igrali njemački Hamburger SV i talijanski Juventus. Jedan pogodak Felixa Magatha u osmoj minuti utakmice bio je dovoljan za pobjedu Hamburga i njegov prvi i zasad jedini naslov prvaka Europe.

## Susret
| 25. svibnja 1983. |     |          |                                                                                     |
| Hamburger SV      | 1:0 | Juventus | Olimpijski stadion, Atena Broj gledatelja: 75.000 Sudac: Nicolae Rainea (Rumunjska) |
| Magath 8'         |     |          | Olimpijski stadion, Atena Broj gledatelja: 75.000 Sudac: Nicolae Rainea (Rumunjska) |

| Hamburg | Juventus |

| HAMBURGER:   |    |                   |          |     |
|              |    |                   |          |     |
| GK           | 1  | Uli Stein         |          |     |
| DF           | 2  | Manfred Kaltz     |          |     |
| DF           | 3  | Bernd Wehmeyer    |          |     |
| DF           | 4  | Ditmar Jakobs     |          |     |
| DF           | 5  | Holger Hieronymus |          |     |
| MF           | 6  | Wolfgang Rolff    | Opomenut |     |
| MF           | 7  | Jürgen Milewski   |          |     |
| MF           | 8  | Jürgen Groh       | Opomenut |     |
| FW           | 9  | Horst Hrubesch    |          |     |
| MF           | 10 | Felix Magath      |          |     |
| FW           | 11 | Lars Bastrup      |          | 56' |
| Zamjene:     |    |                   |          |     |
| MF           |    | Thomas von Heesen |          | 56' |
| GK           |    | Uwe Hain          |          |     |
| Trener:      |    |                   |          |     |
| Ernst Happel |    |                   |          |     |

| JUVENTUS FC:        |    |                     |          |     |
|                     |    |                     |          |     |
| GK                  | 1  | Dino Zoff           |          |     |
| DF                  | 2  | Claudio Gentile     |          |     |
| DF                  | 3  | Antonio Cabrini     | Opomenut |     |
| MF                  | 4  | Massimo Bonini      |          |     |
| DF                  | 5  | Sergio Brio         |          |     |
| DF                  | 6  | Gaetano Scirea      |          |     |
| FW                  | 7  | Roberto Bettega     |          |     |
| MF                  | 8  | Marco Tardelli      |          |     |
| FW                  | 9  | Paolo Rossi         |          | 56' |
| MF                  | 10 | Michel Platini      |          |     |
| MF                  | 11 | Zbigniew Boniek     |          |     |
| Zamjene:            |    |                     |          |     |
| MF                  | 12 | Domenico Marocchino |          | 56' |
| Trener:             |    |                     |          |     |
| Giovanni Trapattoni |    |                     |          |     |

## Vanjske poveznice
- Rezultati Kupa prvaka, RSSSF.com
- Sezona 1982./83., UEFA.com
- Povijest Kupa prvaka: 1983.

| Finala Kupa prvaka i UEFA Lige prvaka | Finala Kupa prvaka i UEFA Lige prvaka |
| ------------------------------------- | --- |
|                                       | |
| Kup prvaka                            | 1956. • 1957. • 1958. • 1959. • 1960. • 1961. • 1962. • 1963. • 1964. • 1965. • 1966. • 1967. • 1968. • 1969. • 1970. • 1971. • 1972. • 1973. • 1974. • 1975. • 1976. • 1977. • 1978. • 1979. • 1980. • 1981. • 1982. • 1983. • 1984. • 1985. • 1986. • 1987. • 1988. • 1989. • 1990. • 1991. • 1992. |
|                                       | |
| Liga prvaka                           | 1993. • 1994. • 1995. • 1996. • 1997. • 1998. • 1999. • 2000. • 2001. • 2002. • 2003. • 2004. • 2005. • 2006. • 2007. • 2008. • 2009. • 2010. • 2011. • 2012. • 2013. • 2014. • 2015. • 2016. • 2017. • 2018. • 2019. • 2020. • 2021. • 2022. • 2023. • 2024.                                         |

| Finala Kupa prvaka i UEFA Lige prvaka | Finala Kupa prvaka i UEFA Lige prvaka |
| ------------------------------------- | --- |
|                                       | |
| Kup prvaka                            | 1956. • 1957. • 1958. • 1959. • 1960. • 1961. • 1962. • 1963. • 1964. • 1965. • 1966. • 1967. • 1968. • 1969. • 1970. • 1971. • 1972. • 1973. • 1974. • 1975. • 1976. • 1977. • 1978. • 1979. • 1980. • 1981. • 1982. • 1983. • 1984. • 1985. • 1986. • 1987. • 1988. • 1989. • 1990. • 1991. • 1992. |
|                                       | |
| Liga prvaka                           | 1993. • 1994. • 1995. • 1996. • 1997. • 1998. • 1999. • 2000. • 2001. • 2002. • 2003. • 2004. • 2005. • 2006. • 2007. • 2008. • 2009. • 2010. • 2011. • 2012. • 2013. • 2014. • 2015. • 2016. • 2017. • 2018. • 2019. • 2020. • 2021. • 2022. • 2023. • 2024.                                         |